# Lady Lever Art Gallery
La Lady Lever Art Gallery es un museo fundado y construido por el industrial y filantropista William Lever, I vizconde Leverhulme, siendo inaugurado en 1922. El edificio se encuentra situado en Port Sunlight, Wirral, siendo uno de los Museos Nacionales de Liverpool. La galería de arte fue llamada así en honor a la esposa de Lever, Elizabeth Hulme (Lady Lever), fallecida en 1913.
El museo constituye un significativo ejemplo de la arquitectura victoriana y eduardiana. La galería acoge colecciones de arte decorativo las cuales reflejan el gusto personal de Lord Leverhulme así como su afición por coleccionar obras de arte, las cuales son en su mayoría pinturas y esculturas inglesas del siglo XIX, si bien también se incluyen trabajos de finales del siglo XVIII y principios del siglo XX. Asimismo, el museo alberga importantes colecciones de muebles de origen inglés, valiosas piezas de la compañía Wedgwood, cerámica china, y pequeños grupos de objetos variados, como vasos de la Antigua Grecia y esculturas romanas. El museo exhibe mayormente de forma conjunta pinturas, esculturas y muebles, habiendo cinco «Habitaciones de época» («Period Rooms») las cuales recrean los típicos interiores de las casas en función de la época en que estén ambientadas.

## Historia
Lever empezó a coleccionar arte a finales del siglo XIX en gran medida para publicitar a la popular marca Sunlight Soap (ubicada a poca distancia de la galería), la cual había ayudado a crear su fortuna. A medida que su riqueza se iba incrementando, su colección empezó a expandirse. Lever coleccionó sobre todo arte británico, si bien también le interesaba el arte chino, la escultura romana y los vasos griegos, los cuales decidió coleccionar con el fin de mostrar los estilos que habían influenciado a los artistas británicos en los siglos XVIII y XIX.

## Edificio
Comisionado en 1913 a los arquitectos William y Segar Owen, la Lady Lever Art Gallery fue construida en estilo Beaux Arts. El edificio fue inaugurado en 1922 por la princesa Beatriz, hija menor de la reina Victoria.
En 2015, parte del museo fue cerrado para llevar a cabo obras en el mismo, exhibiéndose únicamente pequeñas colecciones de cerámica, aunque sí la mayor parte del resto de colecciones. Las galerías de la zona sur fueron restauradas en su estilo arquitectónico original como parte de un proyecto de restauración de 2,8 millones de libras en 2016. Los trabajos incluyeron la ampliación de las puertas con el fin de aumentar el número de visitantes, el incremento del nivel de luz y la restauración de parte de los techos abovedados.

## Colección
La galería cuenta con una buena representación de las tendencias pictóricas de la era victoriana, incluyendo a los prerrafaelitas, tando obras del periodo de la hermandad como de las carreras posteriores de los artistas. También se encuentran en la colección del museo obras pertenecientes al revivalismo clásico y a la pintura de carácter histórico.
Entre los trabajos expuestos en la galería se incluyen obras de John Everett Millais, Ford Madox Brown, William Holman Hunt, Dante Gabriel Rossetti, Edward Burne-Jones y Frederic Leighton. Del mismo modo, el museo posee, al parecer, la mayor exhibición de pinturas de William Etty, hallándose expuestas también obras de pintores de épocas anteriores, como Turner, Constable, Thomas Gainsborough y Joshua Reynolds.
Gran parte de la colección de Wedgwood formaba parte a su vez de la colección de Dudley Marjoribanks, I barón Tweedmouth, la cual fue adquirida en 1905. Esta colección estaba parcialmente integrada por piezas de la colección de Charles Darwin, nieto de Josiah Wedgwood.

## Obras expuestas
Algunas de las obras más importantes expuestas en la Lady Lever Art Gallery son:

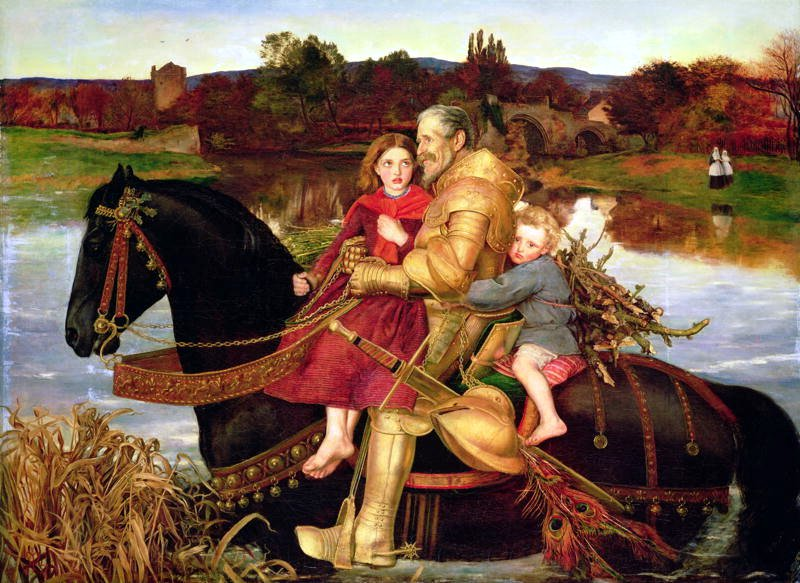
Un sueño del pasado: Sir Isumbras en el vado, por Millais (1853)
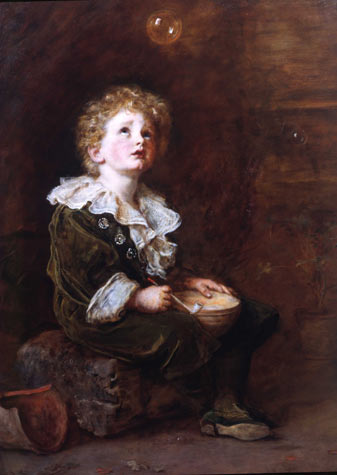
Burbujas, por Millais (1886)
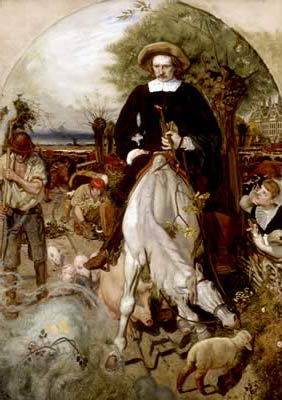
Cromwell en su granja, por Madox Brown (1874)
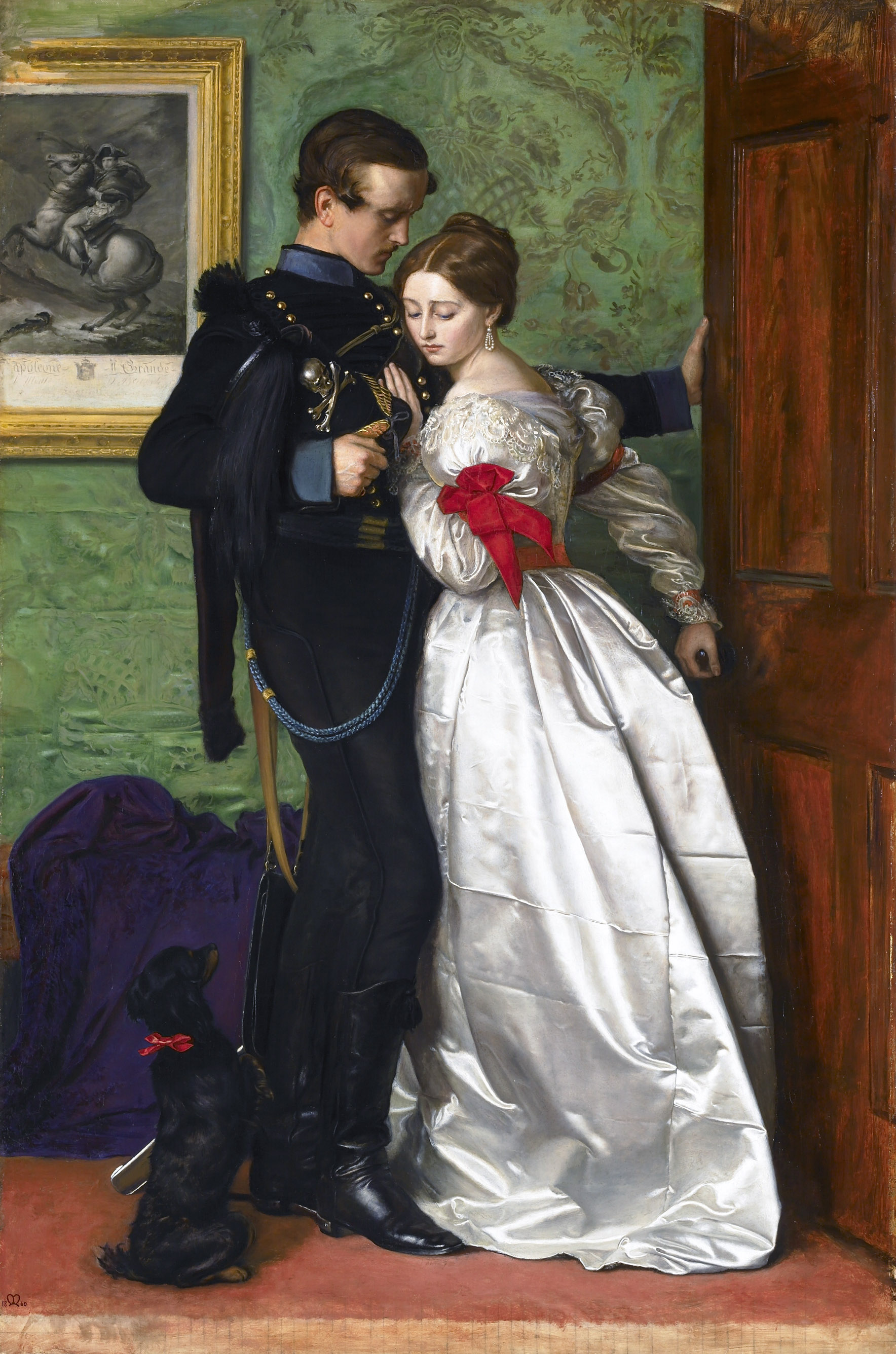
The Black Brunswicker, por Millais (1860)
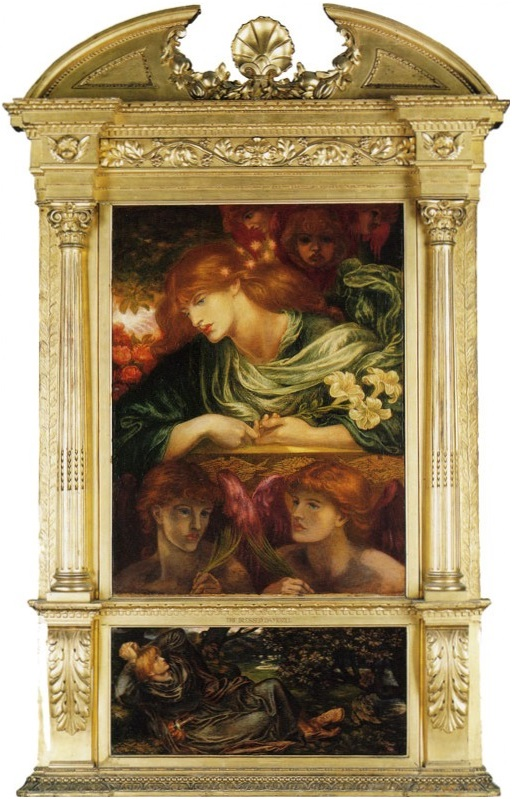
La doncella bienaventurada, por Rossetti (1879)
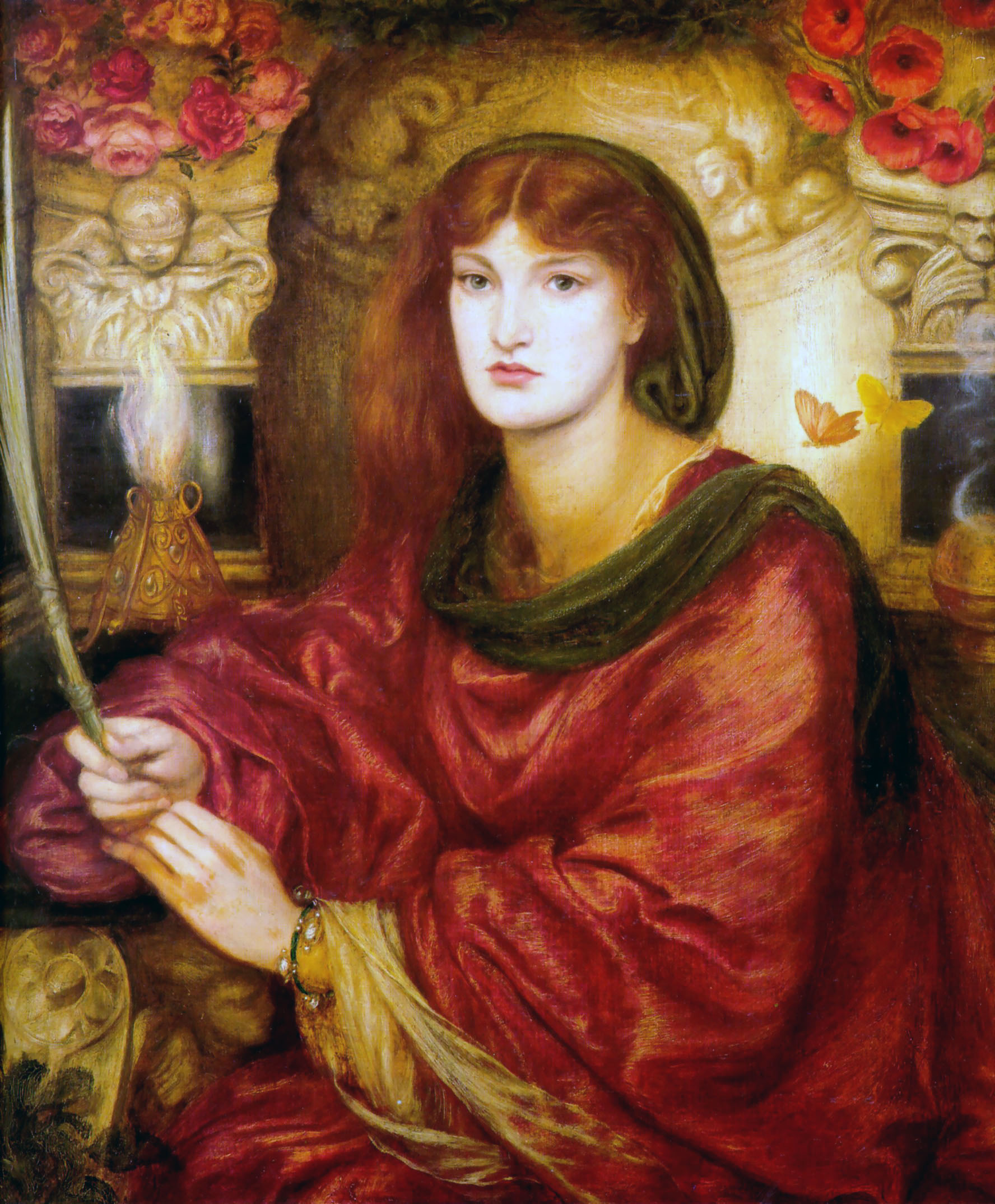
Sibylla Palmifera, por Rossetti (1870)
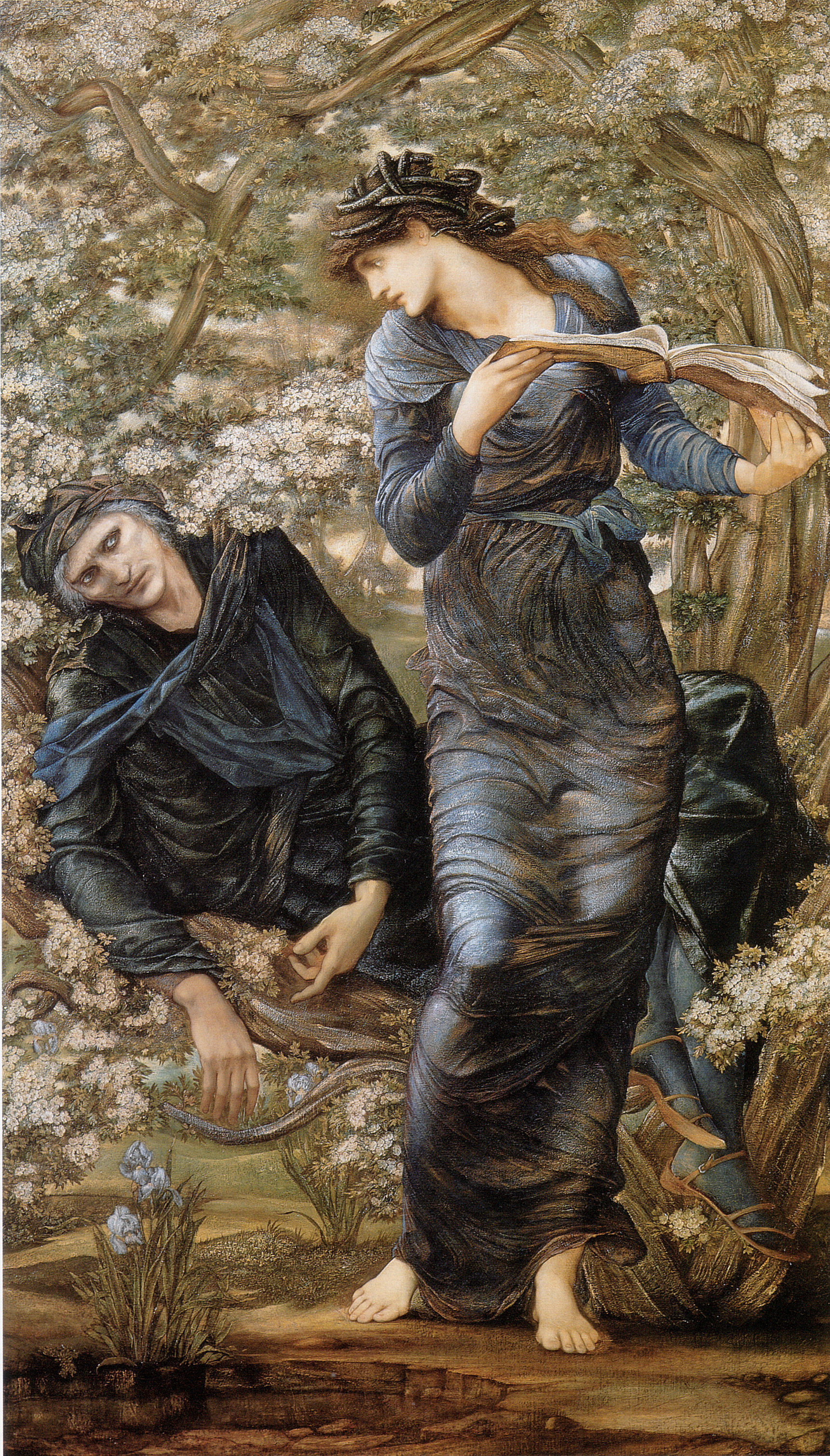
El encantamiento de Merlín, por Burne-Jones (1877)